# Heidenau
Heidenau é uma localidade do distrito de Sächsische Schweiz-Osterzgebirge, Saxônia, Alemanha. Está situada na orla esquerda do rio Elba, 13 km ao sudeste de Dresden, e a sua população é de algo mais de 15.000 habitantes. Formou-se em 1920 ao unir-se os núcleos populacionais de Mügeln, Heidenau e Gommern, alguns dos quais tinham experimentado um importante desenvolvimento industrial durante a segunda metade do século XIX. Durante a Segunda Guerra Mundial albergou um subcampo do Campo de concentração de Flossenbürg, e a 8 de maio de 1945 foi vítima de um bombardeio aliado que custou a vida a 40 pessoas. Em tempos da RDA consolidou-se como zona de importância industrial. Heidenau sofreu danos sérios durante as inundações europeias de 2002.